# Marta Ide
Marta Ide Pereira (Concepción, 17 de marzo de 1899 - Santiago, 13 de marzo de 1990) fue una ama de casa chilena, primera dama de la República de Chile entre 1942 y 1946, durante el mandato de su marido, el presidente radical Juan Antonio Ríos.

## Biografía
Nació en la ciudad de Concepción y sus padres fueron Carlos Jorge Ide Schulz y Juana Demetria Pereira Ahuer. Pasó su infancia en su ciudad natal —junto a sus hermanos Mercedes, Néstor, Roberto, Alfredo, Horacio, Max y Elisa —, donde estudió en el Deutsche Schule.

## Matrimonio e hijos

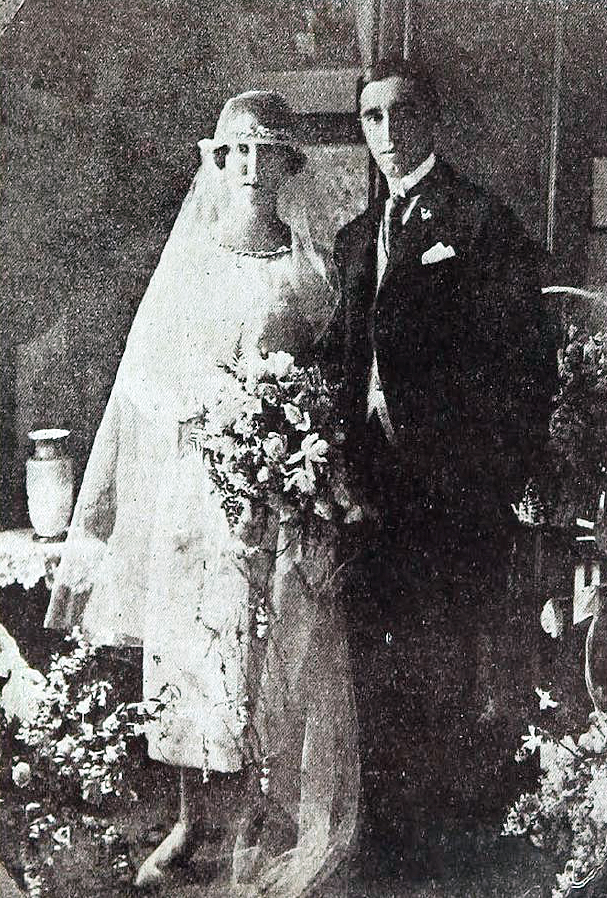
Matrimonio de Juan Antonio Ríos con Marta Ide Pereira.

En Concepción, conoció a Juan Antonio Ríos, quien residió en esa ciudad desde que fue estudiante del Liceo de Hombres hasta el inicio de su carrera política a nivel nacional.
Marta Ide Pereira se casó el 21 de octubre de 1921 con Ríos, con quien tuvo tres hijos: Juan Guillermo, Carlos Anselmo y Fernando Antonio. Luego de su matrimonio, la pareja se trasladó a vivir a Santiago. Apartada de Ríos hacia 1930, volvieron a la vida matrimonial hacia 1941; un año más tarde, su esposo fue elegido presidente de Chile.

## Primera dama
Marta Ide —junto con Graciela Fehrman Martínez, Rosa Ester Rodríguez Velasco, Juana Aguirre Luco y Rosa Markmann Reijer— fue una de las primeras damas de Chile que obtuvo un poco más de autonomía. Gracias a su propia iniciativa, en 1944 se creó el Comité de Navidad, encargado de continuar la iniciativa de su predecesora en las celebraciones de Navidad, y la Ciudad del Niño, la obra más trascendental de la primera dama y de la administración de Ríos en 1943. Durante el gobierno de Juan Antonio Ríos, Marta Ide vivió en el Palacio Campino Irarrázaval, fijada como residencia presidencial.
Tras una larga gira del presidente por América, Juan Antonio Ríos retornó debilitado por un fatal cáncer y falleció el 27 de junio de 1946; Marta Ide se alejó de la vida pública.
Fue sucedida en el cargo protocolar por Rosa Markmann Reijer, esposa del sucesor de Ríos, el presidente Gabriel González Videla.